# Bathylaco nielseni
Bathylaco nielseni är en fiskart som beskrevs av Sazonov och Ivanov, 1980. Bathylaco nielseni ingår i släktet Bathylaco och familjen Bathylaconidae. Inga underarter finns listade.